# レザースレイド・ファーム
『レザースレイド・ファーム』(Letherslade Farm) は、イギリスのロック・バンド、ジグソーによる、デビュー・アルバム。後年(1975年)、ジミー・ウォング主演の香港・オーストラリア合作アクション映画、『スカイ・ハイ』の同名の主題歌を担当して世界的大ヒットを博したバンドとは思えない程に野心的・実験的なアプローチが施されており、随所に、当時イギリスで勃興したプログレッシブ・ロックの要素を垣間見る事が出来る。

## 曲目
特記無き楽曲はクライヴ・スコット、Yettey※作
Side 1
1. "Tap Dance(1)" 0:05
2. Weaver's Answer" (Jim Whitney) 5:00
3. "Interview(1)" 0:51
4. Je T'aime/If You Were The Only Girl in The World (Serge Gainsbourg) 1:48
5. "Interview(2)" 0:15
6. "Can I Have This Dance?" 1:54
7. "Interview(3)" 0:04
8. "School Sketch" 2:38
9. "Blow Blow Thou' Winter Wind" 3:59
10. "Interview(4)" 0:39
11. "Vicar's Salmon" 2:38
12. "Jesu Joy of Man's Desiring" (Johan Sebastian Bach) 5:24
13. "Tap Dance(2)" 0:05

Side 2
1. "Tap Dance(3)" 0:05
2. "Agent Sketch" 1:08
3. "Danny" 1:55
4. "Interview(5)" 0:05
5. "Northern Sketch(1)" 1:01
6. "A Nitingale Sang in Berkeley Square" (Manning Sherwin) 0:26
7. "Northern Sketch(2)" 0:30
8. "Say Hello to Mrs. Jones" (Martin Hall) 2:45
9. "Northern Sketch(3)" 0:35
10. "Interview(6) 0:05
11. "Diesel Blues" (Yettey※) 8:22 ※メンバーの共作
12. "Interview(7)" 0:20
13. "Group Sketch" 0:25
14. "Morning" 2:56
15. "Interview(8) 0:32
16. "Seven Fishes" 2:36
17. "Record Company Sketch" 0:23
18. "Interview(9) 0:54
19. Tap Dance(4)" 0:09

## パーソネル
- トニー・ブリトネル：サクソフォーン・ヴォーカル
- バリー・バーナード：ベース
- トニー・キャンベル：リード・ギター
- デス・ダイヤー：ドラムス・パーカッション・ヴォーカル
- クライヴ・スコット：オルガン・ピアノ・ハープシコード・メロトロン・ヴォーカル
- チャス・ピート：プロダクション
- ジグソー：アレンジメント・プロダクション